# Ritratto di Léopold Zborowski (Modigliani 1918)
Ritratto di Léopold Zborowski è un dipinto a olio su tela (46x27 cm) realizzato nel 1918 dal pittore italiano Amedeo Modigliani.
Fa parte di una collezione privata parigina.
È un ritratto di Léopold Zborowski, amico di Modigliani e soggetto di molte opere dell'artista italiano. In questa tela Zborowski appare in un aspetto meno formale che in altri, facendo prevalere il suo ruolo di poeta e letterato, invece che quello di mercante d'arte (come invece si evince dal precedente ritratto del 1916). Modigliani completava un'opera in pochi giorni ma, almeno per le fasi iniziali, aveva bisogno di avere il soggetto davanti, diceva infatti: "per lavorare ho bisogno di un essere vivo, di vedermelo davanti". Poi, poteva concluderlo anche in solitudine.